# Phaeosphaeria halima
Phaeosphaeria halima är en svampart som först beskrevs av T.W. Johnson, och fick sitt nu gällande namn av Shoemaker & C.E. Babc. 1989. Phaeosphaeria halima ingår i släktet Phaeosphaeria och familjen Phaeosphaeriaceae.   Inga underarter finns listade i Catalogue of Life.